# عسل‌نوش‌تباران
عسل‌نوش‌تباران (نام علمی: Mellisugini) یکی از سه تبار است که زیرخانواده مگس‌مرغیان را در خانواده مگس‌مرغان تشکیل می‌دهد. دو تبار دیگر در این زیرخانواده، کوه‌نگین‌تباران و مگس‌مرغ‌تباران (زمردی‌ها) هستند.
نام غیررسمی «زنبورها» برای این گروه پیشنهاد شده‌است زیرا شامل مگس‌مرغ زنبوری ریزجثه (Mellisuga helenae) است که بومی کوبا است.
این تبار شامل ۳۷ گونه است که به ۱۶ سرده تقسیم می‌شوند.